# 吉田裕 (仏文学者)
吉田 裕（よしだ ひろし、1949年9月 - ）は、日本のフランス文学者、早稲田大学法学学術院名誉教授。専門はフランス文学、日本文学。
1972年早稲田大学第一文学部仏文科卒。同大学院博士課程中退。早大文学部助手、同法学部助教授、教授を歴任。

## 著書
- 『吉本隆明とブランショ』弓立社、1981
- 『幻想生成論 吉本隆明三部作解読の試み』大和書房、1988
- 『詩的行為論』七月堂、1988、増補・書肆山田、2018
- 『バタイユの迷宮』書肆山田、2007
- 『バタイユ　聖なるものから現在へ』名古屋大学出版会、2012

編者
- ジャック・デュパン、ジャン=ミシェル・レイ、レジナルド・マクギニス『詩と絵画 ボードレール以降の系譜』丸川誠司訳、鈴木雅雄共著、未知谷、2011
- 『洞窟の経験　ラスコー壁画とイメージの起源をめぐって』福島勲共編、水声社、2020

## 翻訳
- 『聖女たち バタイユの遺稿から』書肆山田、1993、増補2002
- 『ニーチェの誘惑　バタイユはニーチェをどう読んだか』書肆山田、1996
- バタイユ『異質学の試み　バタイユ・マテリアリストⅠ』訳著　書肆山田、2001
- バタイユ『物質の政治学　バタイユ・マテリアリストⅡ』訳著　書肆山田、2001
- バタイユ 『聖なる陰謀 アセファル資料集』ちくま学芸文庫、2006

マリナ・ガレッティ編、江澤健一郎、神田浩一、古永真一、細貝健司共訳
- バタイユ『『死者』とその周辺』訳　書肆山田、2014

## 参考
- 早稲田大学研究者